# Gerardo Celasco
Pour les articles homonymes, voir Bellani.
Gerardo Celasco, connu comme Adrian Bellani jusqu'en 2015, né le 8 avril 1982 à Miami (Floride), est un acteur américain.

## Biographie
Gerardo Celasco est né le 8 avril 1982 à Miami, Floride.
D'origine italienne et salvadorienne il grandit à San Salvador, avant de repartir aux États-Unis.
Il a étudié et est diplômé en 2004 de l'Université méthodiste du Sud à Dallas, Texas.
Il est crédité sous le nom d'Adrian Bellani jusqu'en 2015.

### Vie privée
Il a partagé la vie de l'actrice Emmanuelle Chriqui de septembre 2013 à 2016.
Depuis 2017, il est en couple avec Jennifer Morrison. En avril 2022, elle annonce qu’ils se sont mariés.

## Carrière
Il commence sa carrière à la télévision en 2000 avec le soap Passions, jusqu'en 2007. La même année, il est présent lors d'un épisode d'Heroes.
Il fait ses premiers pas au cinéma en 2010 dans Las Angeles de Gerardo Flores Villarreal. L'année suivante, il joue aux côtés de Brad Pitt, Robin Wright et Philip Seymour Hoffman dans le film Le Stratège, ainsi que dans le film Pimp Bullies d'Alfonso Rodríguez.
En 2012, il est présent dans le film de Peter Berg : Battleship avec Taylor Kitsch, Alexander Skarsgård, ou encore Rihanna.
En 2014, il tourne dans les séries Person of Interest, Cleaners et The Haves and the Have Nots.
En 2017, il joue dans un épisode de Bones. L'année d'après, il est présent dans S.W.A.T. et StartUp.
Entre 2019 et 2020, il incarne Xavier Castillo, le frère de Laurel (joué par Karla Souza) dans la série Murder.

## Filmographie

### Cinéma

#### Longs métrages
- 2010 : Las Angeles de Gerardo Flores Villarreal : Freddy
- 2011 : Le Stratège de (Moneyball) de Bennett Miller : Carlos Peña
- 2011 : Pimp Bullies d'Alfonso Rodríguez : Daniel
- 2012 : Battleship de Peter Berg : Ensign Chavez
- 2013 : Crosstown de Miriam Kruishoop : Rigo
- 2014 : White Dwarf de Ryan Fox : Adrian

### Télévision

#### Séries télévisées
- 2000 - 2007 : Passions : Miguel Lopez-Fitzgerald
- 2007 : Heroes : Gilberto
- 2011 : Rizzoli and Isles (Rizzoli & Isles) : Manny Vega
- 2011 : RPM Miami : Alejandro 'Alex' Hernandez
- 2014 : Person of Interest : Tomas Koroa
- 2014 : Cleaners : Joshua
- 2014 - 2015 : The Haves and the Have Nots : Carlos
- 2015 : The Player : Suarez
- 2017 : Bones : Mark Kovac
- 2018 : S.W.A.T. : David Arias
- 2018 : StartUp : Fernan
- 2019 - 2020 : Murder (How to Get Away with Murder) : Xavier Castillo
- 2020 : Next : Ty Salazar
- 2022 : Good Sam : Dr Nick Vega
- 2022 : Swimming with Sharks : Miles
- 2022 : Devil in Ohio : Détective Lopez

#### Téléfilms
- 2013 : Westside de McG : Alex Deanne
- 2018 : The Finest de Regina King : Lucas